# Vufflens-le-Château
Vufflens-le-Château − miejscowość i gmina (commune) w zachodniej Szwajcarii, w kantonie Vaud, w okręgu (district) Morges. Leży nad rzeką Morges. 

## Demografia
W Vufflens-le-Château mieszkają 884 osoby. W 2021 roku 19,9% populacji gminy stanowiły osoby urodzone poza Szwajcarią.

## Osoby

### związane z gminą
- Michael Schumacher, niemiecki kierowca wyścigowy, mieszkał tu do 2008 r.